# Verkkosaari (ö i Norra Karelen, Joensuu, lat 62,58, long 29,24)
Verkkosaari är en ö i Finland. Den ligger i sjön Orivesi och i kommunen Libelits i den ekonomiska regionen  Joensuu ekonomiska region  och landskapet Norra Karelen, i den sydöstra delen av landet, 300 km nordost om huvudstaden Helsingfors. Öns största längd är 90 meter i nord-sydlig riktning.